# Jan-Åke Jonsson
Jan-Åke Jonsson, född 18 september 1951 i Valdemarsvik, är en svensk företagsledare. Han efterträdde den 1 april 2005 Peter Augustsson som verkställande direktör (vd) för Saab Automobile AB.
Jonsson är ekonomutbildad vid Uppsala universitet och har haft hela sin yrkeskarriär inom både Saab och General Motors. Den 25 mars 2011 meddelade Jonsson att han avgår.
Den 19 maj 2011 avgick således Jonsson officiellt som vd för Saab Automobile samtidigt som ägaren Spyker Cars höll sin bolagsstämma i Nederländerna.